# Jardin Mikhaïlovski
Le jardin Mikhaïlovski est un grand parc et jardin à l'anglaise situé au centre de Saint-Pétersbourg.

## Description

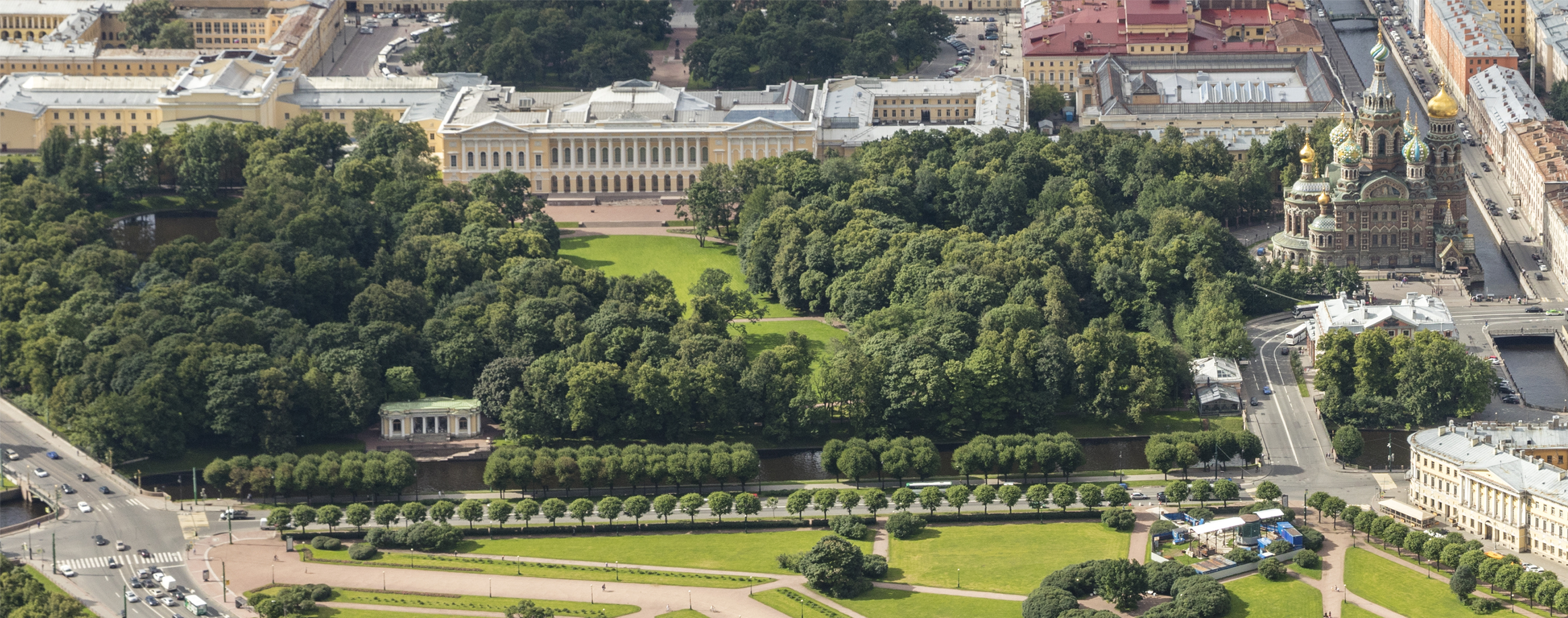
Vue aérienne du jardin Mikhaïlovski, regardant vers le sud. Le cours de la rivière Moïka et le pavillon Rossi au premier plan, et le palais Mikhaïlovski à l'arrière-plan. L'église du Sauveur sur le Sang-Versé est visible à droite de l'image.

Le jardin Mikhaïlovski se trouve dans le district central de la ville. Il s'étend sur 9,4 hectares et se situe au nord du palais Mikhaïlovski, aujourd'hui bâtiment principal du Musée russe,. Le bâtiment du musée russe d'Ethnographie complète la limite sud du jardin. À l'est, le jardin est bordé par la rue Sadovaïa, et à l'ouest par le canal et le quai Griboïedov, ainsi que par l'église du Sauveur-sur-le-Sang-Versé. La rivière Moïka traverse l'extrémité nord du jardin et le sépare du Champ de Mars.

## Histoire
Le jardin a été l'un des premiers développements de la ville peu après sa fondation. Auparavant, il faisait partie des domaines et des terrains de chasse d'un noble suédois,, mais après sa prise lors de la conquête de la région par les Russes au début des années 1700, il est devenu une partie des domaines impériaux et a été accordé en 1712 par Pierre le Grand à sa femme Catherine pour sa résidence,. En 1716, le palais de Catherine, sur les rives de la rivière Moïka, était connu sous le nom de Manoir d'Or, et les terres environnantes furent aménagées par Jean-Baptiste Alexandre Le Blond comme un jardin à la fois d'agrément plaisir et pour approvisionner la maison impériale,,. À cette époque, il portait plusieurs noms, notamment le « jardin suédois », le « jardin de Tsaritsyne » et le « troisième jardin d'été ». Le jardin fut encore développé sous les règnes de l'impératrice Anna Ioannovna et de l'impératrice Elisabeth, qui construisirent de nouveaux palais et aménagèrent le terrain selon leurs propres préférences. Le palais de l'impératrice Catherine fut démoli en 1768 et sous le règne de l'empereur Paul Ier, le château Mikhaïlovski fut construit à l'est des jardins. Le jardin fut inclus dans ces réaménagements, mais Paul fut assassiné dans le château en 1801, et pendant quelques années, la zone fut négligée.
Le prochain réaménagement à grande échelle eut lieu dans les années 1810, lorsque l'empereur Alexandre Ier commanda à l'architecte Carlo Rossi un nouveau complexe de palais pour son jeune frère, le grand-duc Michel Pavlovitch. Le palais Mikhaïlovski, du nom de son occupant, fut achevé en 1825 au sud du jardin, qui fut également considérablement réaménagé jusqu'à la Neva. Assisté d'Adam Menelas, Rossi a introduit le style et les techniques des jardins paysagers anglais, créant une grande prairie ovale irrégulière avec des allées, tandis que les étangs ont été remodelés en contours sinueux plus naturels. Rossi a également conçu un pavillon,,,, une jetée et un pont pour agrémenter le jardin. Dans les années 1830, la rue Sadovaïa a été prolongée le long du côté est du jardin, dont elle était séparée par une clôture ornementale,. Le jardin était un espace privé fermé aux citoyens  jusqu'à son achat par l'État en 1898 et la création du Musée russe, date à laquelle il devint un parc urbain.

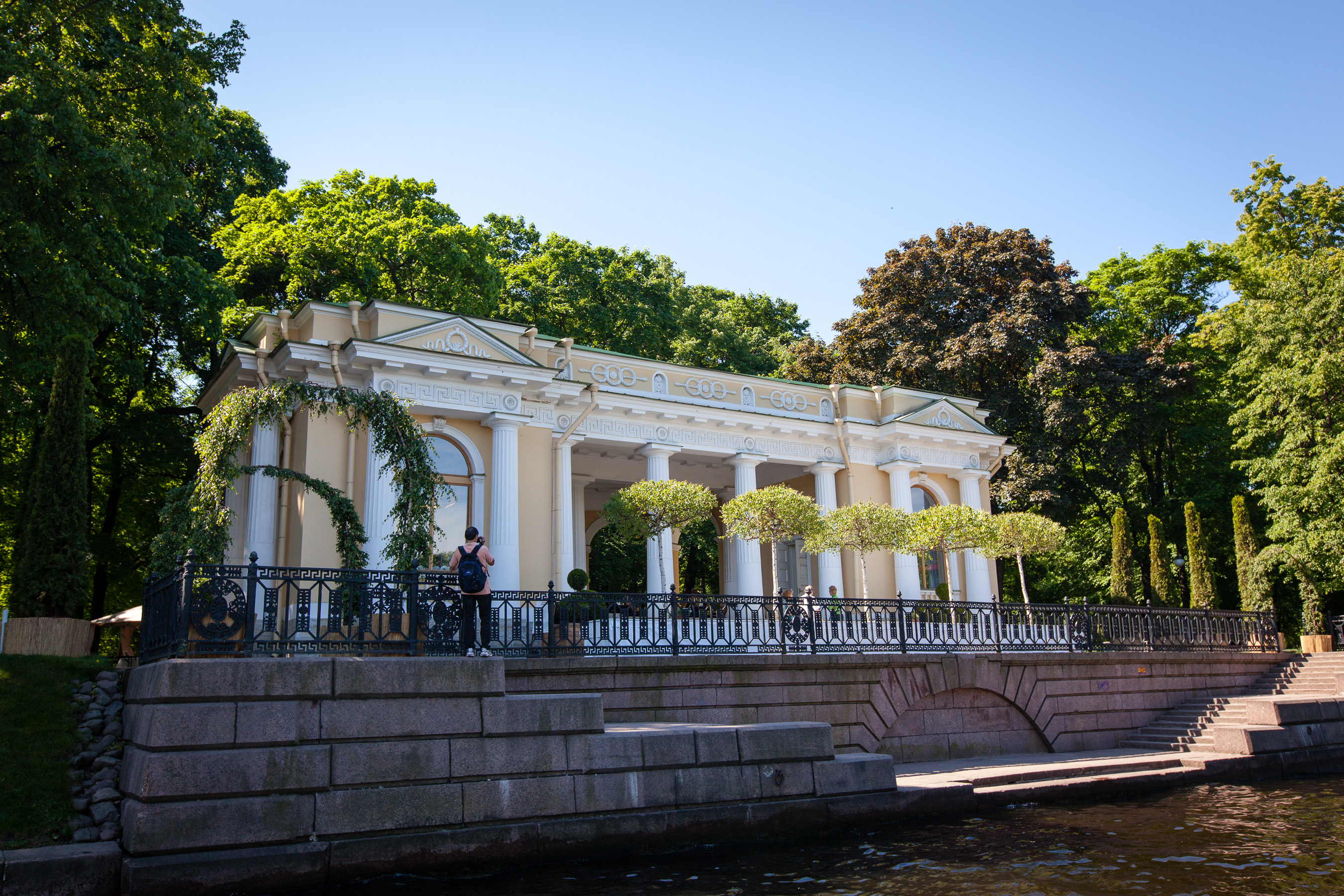
Le Pavillon Rossi, vu depuis la rivière Moïka

Le jardin a souffert des bombardements et des pilonnages massifs que la ville a subis pendant la Seconde Guerre mondiale, qui ont détruit des arbres et laissé des cratères dans le parc,.
Le jardin a survécu à la période soviétique, mais a subi des changements importants dans sa composition originale. Des aires de jeux pour enfants, des courts de tennis et des toilettes publiques ont été construits, tandis que la plantation d'arbres s'est faite de manière anarchique, bloquant la vue sur le Champ de Mars et la Neva,. Transféré au Musée russe en 1999, le jardin a subi une restauration substantielle au début des années 2000, qui a recréé les conceptions originales de Rossi,,. Le 10 juillet 2001, le jardin et son ensemble ont été désignés comme objets « du patrimoine historique et culturel d'importance fédérale »,. Il accueille depuis 2008 le festival international annuel « Jardins impériaux de Russie », une exposition et un concours d'art du paysage et des jardins-parcs,.

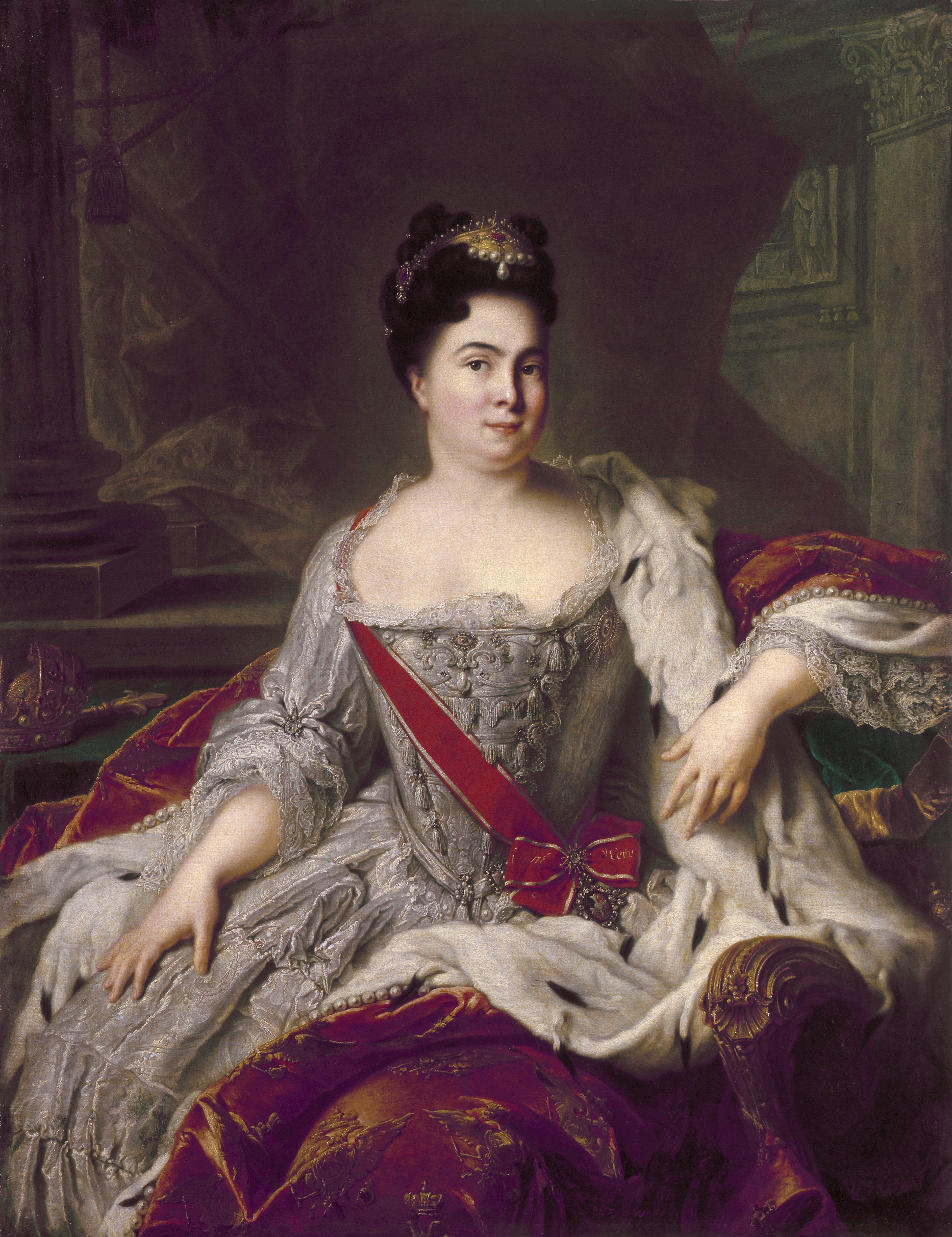
Impératrice Catherine, pour qui le premier complexe de jardins et de palais a été construit. Un portrait de 1717 par Jean-Marc Nattier

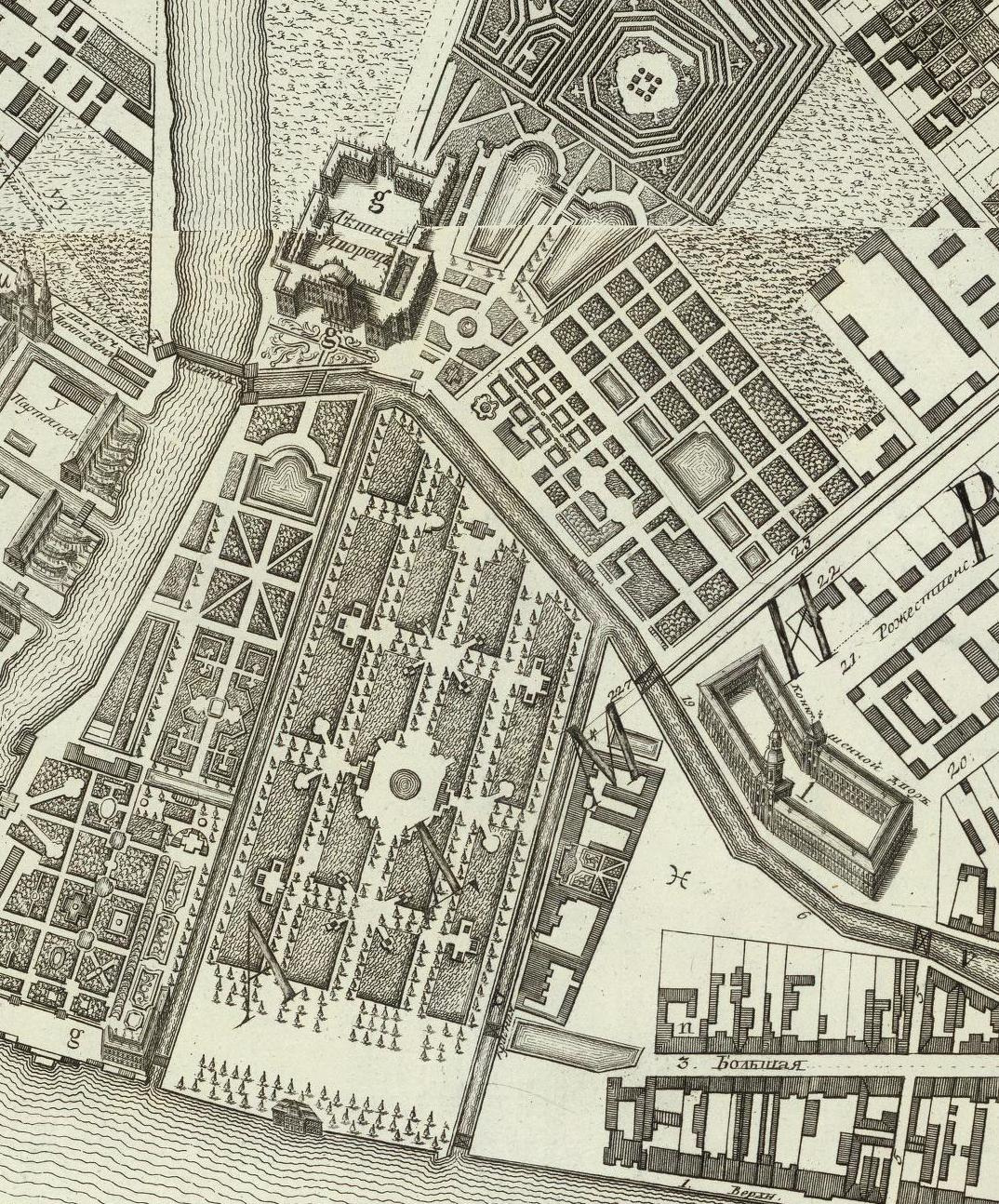
Le jardin tel qu'il apparaît sur une carte de la ville de 1753. Le quadrillage des étangs et des parcelles de jardin est visible. À gauche se trouve le palais d'été de l'impératrice Élisabeth, tandis qu'en bas se trouvent le jardin d'été et la prairie de Tsaritsyne, le futur champ de Mars.

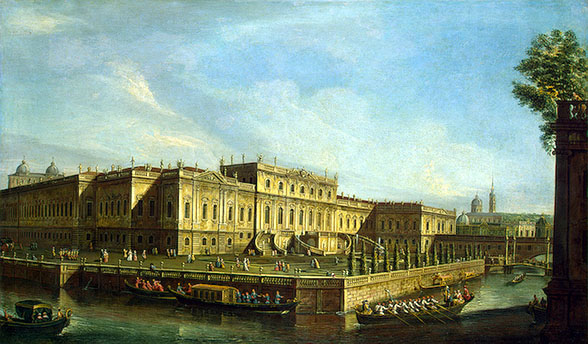
Le palais d'été de l'impératrice Élisabeth, vu en 1756 par

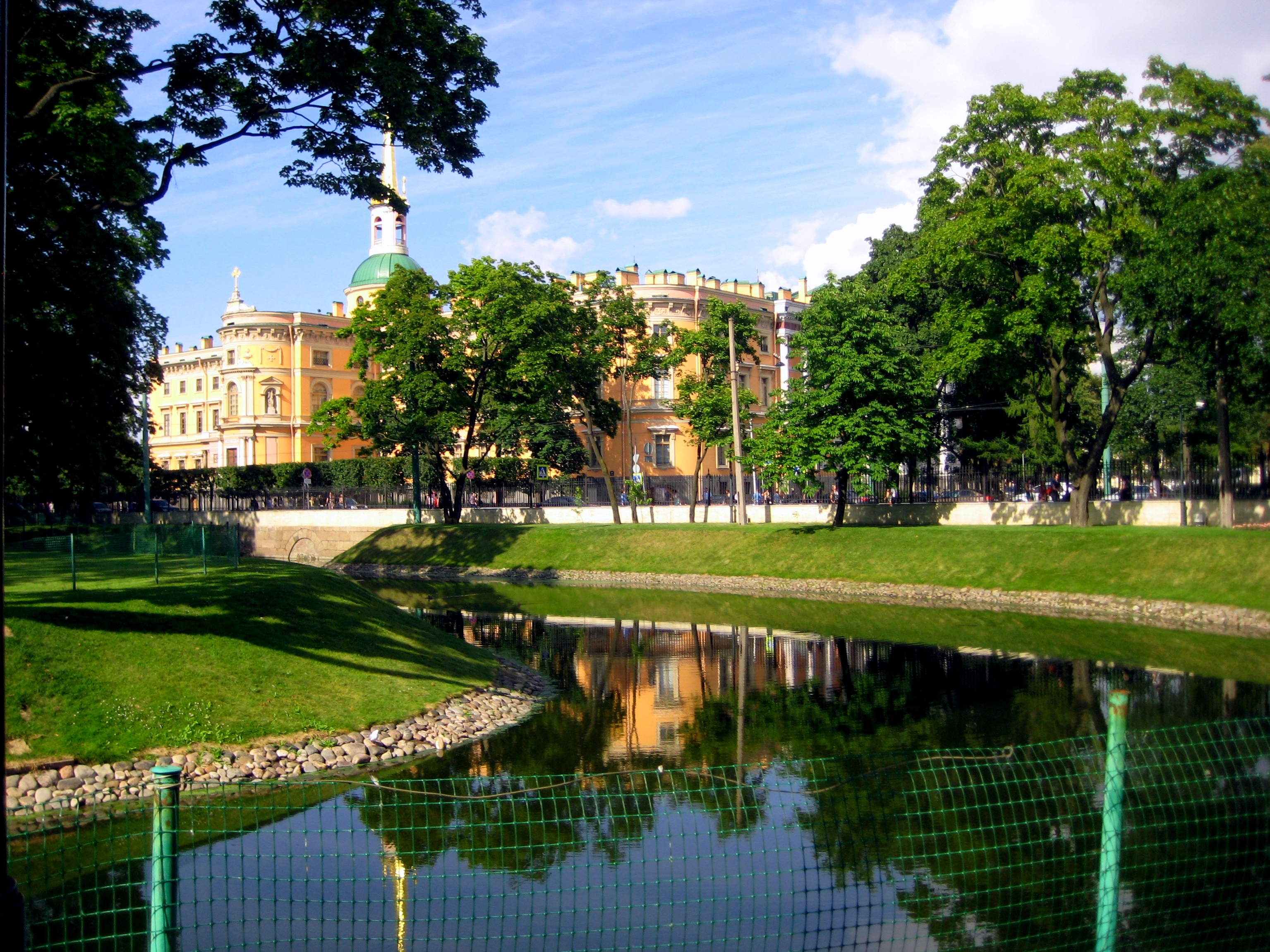
Les rives courbes de l'étang du jardin, typiques des jardins paysagers anglais. Le château Mikhaïlovski en arrière-plan.

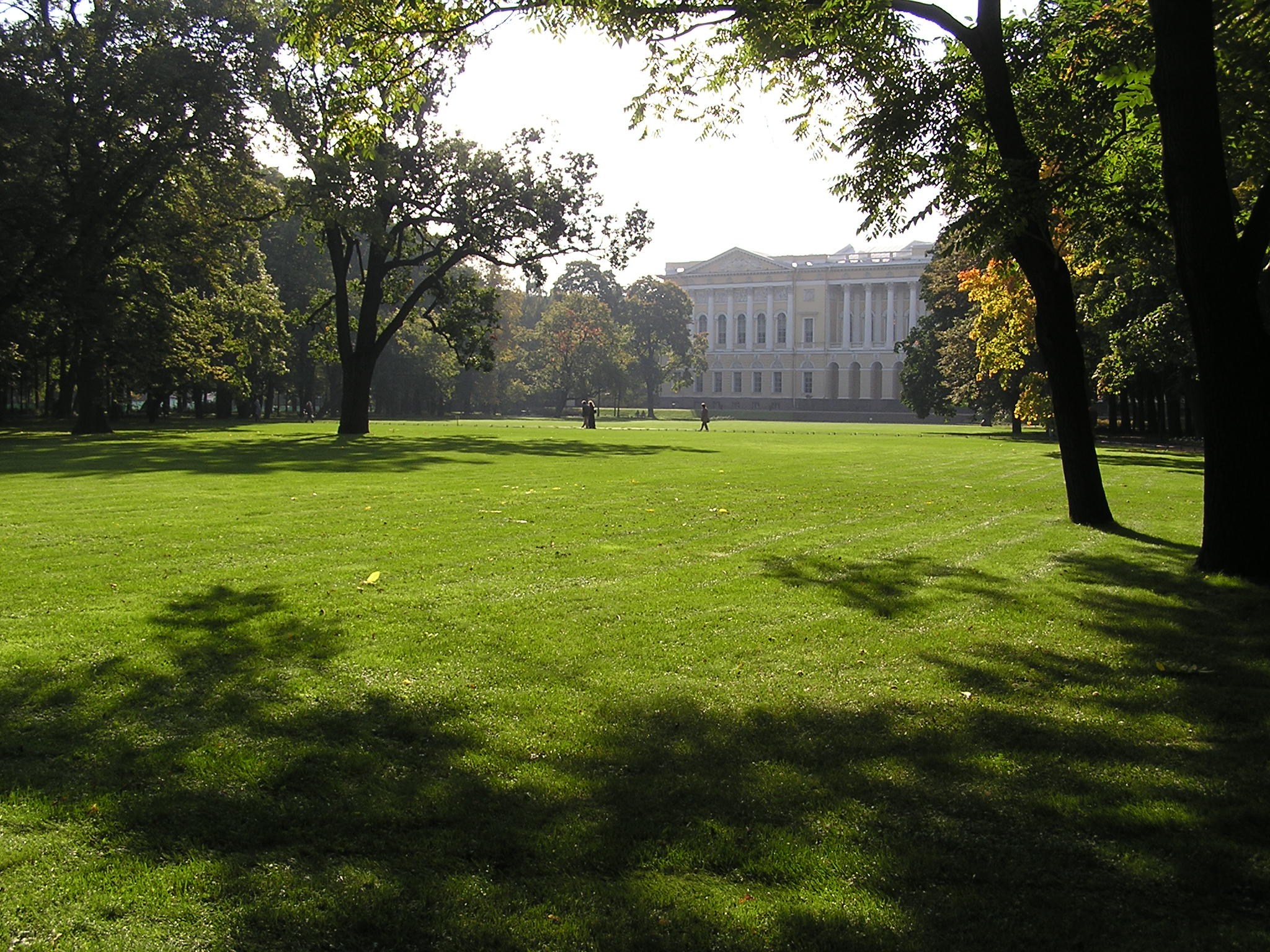
Vue à travers la prairie jusqu'à la façade du jardin du palais Mikhaïlovski